# 中国人民解放军军乐团
中国人民解放军军乐团，位于北京市海淀区紫竹院路100號院，为中国人民解放军仪仗司礼大队直属单位，是中华人民共和国的大型管樂藝術表演團體之一，也是中华人民共和国三大军乐团之一。

## 歷史

### 前身
中國人民解放軍軍樂團的前身是1948年成立的華北軍區軍樂隊。1947年10月，晋察冀军区野战兵团在清风店歼灭国民革命军第三军主力，俘虏该军军长罗历戎，并收容了该军军乐队。在该军军乐队及晋察冀军区抗敌剧社乐队的基础上，成立了華北軍區軍樂隊。后来，华北军区军乐队又收编了北平市警察局军乐队等等。

### 背景
1949年8月，由华北军区军乐队、二十兵团军乐队、坦克师军乐队、北平公安总队军乐队组成了联合军乐队，在北苑开始了集训。1949年10月1日，在中華人民共和國開國大典上，聯合軍樂队第一次亮相，演奏了代國歌《义勇军进行曲》。
1950年，在中華人民共和國建國一周年慶典上，軍樂隊游行經過天安门前時，毛泽东對代總參謀長聂荣臻說：“中國人口這麼多，天安门广场這麼大，要成立千人軍樂團。”遵照毛澤東的指示，在聶榮臻的關懷下，具体筹建工作由华北军区政治部负责，罗浪、王建中、白森林、朱为流、靳明启5人组成筹备小组。

### 擴編成立
1952年7月10日，軍樂團在北京馬駒橋鎮擴編成立，定名「中央人民政府人民革命軍事委員會參謀部軍樂團」，罗浪任团长，王建中任副团长，白森林任政委，朱为流任副政委，定編1182人（實際1166人）。

### 全軍軍樂訓練會議
1954年1月，為統一領導全軍軍樂團、隊工作，中央軍委軍訓處成立軍樂指導處。
1954年5月下旬，全軍軍樂訓練會議在北京東郊東壩鎮軍樂團駐地「大席棚」召開。

### 軍樂學校
1950年代，中國人民解放軍軍樂團創辦上海軍樂訓練班，開辦中华人民共和国第一所軍樂學校，后来又創建軍樂大專班。2006年，完善了軍樂專業的本科教育體系。
全軍軍樂訓練會議後，為提高軍樂水平、儘快培養大批軍樂幹部和優秀隊員，同時應蘇聯顧問建議，中央軍委訓練部提案將軍樂團改編為軍樂學校，下設學員大隊，縮減原千人規模的軍樂團至三百人由軍樂學校兼管。
1955年10月，中國人民解放軍軍樂學校正式開學，軍樂團團長羅浪兼任校長，軍樂團政委朱為流兼任政委，定編589人。由此，軍樂團開始使用「中國人民解放軍軍樂團」的名稱和印信。

### 全軍軍樂工作會議
1962年3月3日，為解決全軍軍樂工作長期累積的問題，中央軍委專此召開辦公會議，並對軍樂團以及全軍各軍區、各軍種軍樂隊的領導關係、編制定額和基本任務等問題做出決定。

### 全軍軍樂隊撤銷
1979年7月15日，中央軍委通知決定，全軍僅保留總政軍樂團（定編700人），各大軍區、軍種所屬軍樂隊一律撤銷。

### 重新建團以來
截至2012年，中國人民解放軍軍樂團先後完成了中華人民共和國成立以來的14次國慶閱兵以及歷次中国共产党全国代表大会，全國人大、全國政協會議開幕式、閉幕式，香港、澳門回歸祖國政權交接儀式，北京奧運會、上海世博會等演奏任務7000多次，迎送过将近200多個國家的上千位國家元首、政府首腦、軍事代表團。
中國人民解放軍軍樂團的主要任务是为国家和军队的重大典礼、重要会议、迎送国宾等仪式举行音乐演奏，在艺术上着意追求中国气派。
2000年代，中国人民解放军军乐团建成了解放军军乐厅，位于北京市海淀区紫竹院路100号东侧长智路。
在深化国防和军队改革中，2016年1月，中国人民解放军军乐团原上级单位中国人民解放军总政治部撤销，中国人民解放军军乐团转隶新成立的中央军委政治工作部。
经中共中央批准，自2018年1月1日起由中国人民解放军担负国旗护卫和礼炮鸣放任务。中国人民解放军从而取代了中国人民武装警察部队国旗护卫队、中国人民武装警察部队礼炮队。2018年1月1日7时36分，天安门广场升国旗仪式，首次由中国人民解放军陆海空三军仪仗队和军乐团执行（同时升旗仪式上国歌由演奏三遍改为只奏一遍）。中国人民解放军仪仗队自此开始担负天安门广场升降旗任务。中国人民武装警察部队国旗护卫队不再负责升降旗任务，番号同时撤销。
2018年，在深化国防和军队改革中，原八一电影制片厂、原总政歌舞团、原总政歌剧团、原总政话剧团、原总政军乐团合并成立中国人民解放军文化艺术中心。
2022年10月，中国人民解放军仪仗大队與解放軍軍樂團合併整編為中國人民解放軍儀仗司禮大隊。

## 历任主官
| 团长 1. 罗 浪（1952年7月－1957年） 2. 王建中（1958年3月－1967年5月） 3. 石 磊（1970年1月－1981年6月） 4. 马国平（1981年6月－1985年10月） 5. 刘玉宝（1985年10月－1988年6月） 6. 吕蜀中（1988年6月－1994年7月） 7. 齐景全（1994年7月－2003年3月） 8. 海（2003年3月－2011年6月） 9. 邹 锐（2011年6月－2018年） 10. 张海峰（2018年－2020年底） 11. 黃豔輝（2020年底－2023年） 12. 馬 良（2023年－至今） | 政治委员 1. 白森林（1952年7月—1956年11月） 2. 朱为流（1956年11月—1960年7月） 3. 冉光照（1960年7月—1970年1月） 4. 朱耀华（1970年1月—1975年5月） 5. 田学诚（1975年5月—1983年3月） 6. 尹正义（1983年3月—1985年10月） 7. 刘启林（1985年10月—1988年6月） 8. 陈振炎（1988年6月—1990年8月） 9. 刘存珍（1990年8月—1993年9月） 10. 焦光国（1993年9月—1995年3月） 11. 边士法（1995年3月—2000年8月） 12. 张 强（2000年8月—2003年7月） 13. 李永龙（2003年7月—2008年12月） 14. 马 力（2008年12月—2014年3月） 15. 王增强（2014年3月-??） 16. 张志武（??-至今） |

## 創作組（室）
中國人民解放軍軍樂團擴編成立前後，尚無專職創作員。該時期軍樂團演奏的音樂作品，幾乎都是團領導、樂隊指揮兼職創作編配。主要有羅浪、王建中、李禎祥（歐陽楓）、李桐樹、程音章等人。同時，羅浪等領導始終設想培養一支專職創作隊伍。他們四處蒐羅人才，從其他單位調整人員，作曲家傅晶就是於此時由八一電影製片廠音樂組轉入軍樂團的。1956年軍樂團成立了一個專業創作組，首批創作人員由齊國棟、李延生、傅晶、李序四人組成，後又有劉言等人加入。至此，軍樂團的音樂創作有了一個職業化的開端。
組長
- 齊國棟

1970年因編制調整，創作組解散，創作員分別編配在各個隊中。1976年編制重新調整，創作組提升為創作室。1978年其編制再次調整。
主任
- 傅　晶
- 李延生
- 嚴曉藕
- 曲成久
- 陳　丹
- 王和聲
- 郭思达
- 娜　拉

## 聯合軍樂團
至2021年7月，解放軍軍樂團及其前身部隊已經參與組成數十次聯合軍樂團。茲將歷次閱兵活動中聯合軍樂團主要情況列表如下：
| 時間          | 活動                                                 | 編制                                     | 編制                           | 指揮                                              | 構成 | 備註                                                  |
| ------------- | ---------------------------------------------------- | ---------------------------------------- | ------------------------------ | ------------------------------------------------- | --- | ----------------------------------------------------- |
| 1949年10月1日 | 中華人民共和國中央人民政府成立典禮                   | 未知                                     | 5個單位 200人                  | 總指揮 羅浪 副總指揮 王建中 分指揮 張則恭、張仁輔 | 華北軍區軍樂隊、20兵團軍樂隊、坦克一師軍樂隊、北京公安縱隊軍樂隊、北京人民藝術劇院樂隊 |                                                       |
| 1950年10月1日 | 慶祝中華人民共和國成立1週年大典                      | 中國人民解放軍國慶紀念閱兵指揮部軍樂總隊 | 17個單位 450人                 | 總指揮 晨耕 副總指揮 王建中                       | 華北軍區軍樂隊、20兵團軍樂隊、北京公安縱隊軍樂隊、山西省軍區軍樂隊、平原省軍區軍樂隊、 華北砲政軍樂隊、天津公安縱隊軍樂隊，以及199師、200師、201師、205師、206師、207師、 208師、209師、戰車師、石家莊幹校等單位部分軍樂隊員 |                                                       |
| 1951年10月1日 | 慶祝中華人民共和國成立2週年大典                      | 未知                                     | 30個單位 800人                 | 總指揮 羅浪 副總指揮 王建中                       | 華北軍區軍樂團（包含華北軍區軍樂隊、山西省軍區軍樂隊、平原省軍區軍樂隊）、 海軍軍樂隊、空軍軍樂隊、警衛師軍樂隊、北京公安縱隊軍樂隊、華北空政軍樂隊、華北砲政軍樂隊、 內蒙古軍區軍樂隊、19兵團軍樂隊、10軍軍樂隊、11軍軍樂隊、16軍軍樂隊、28軍軍樂隊、38軍軍樂隊、 39軍軍樂隊、40軍軍樂隊、42軍軍樂隊、45軍軍樂隊、47軍軍樂隊、63軍軍樂隊、66軍軍樂隊、 184師軍樂隊、196師軍樂隊、197師軍樂隊、198師軍樂隊、天津公安縱隊軍樂隊、大連海軍基地軍樂隊、 青島海軍基地軍樂隊、華東海政軍樂隊、總政文工團樂隊人員 |                                                       |
| 1952年10月1日 | 慶祝中華人民共和國成立3週年大典                      | 未知                                     | 13個單位 1000人                | 總指揮 晨耕 副總指揮 王建中、歐陽楓               | 總參軍樂團、海軍軍樂隊、空軍軍樂隊、警衛師軍樂隊、北京公安縱隊軍樂隊、華北空政軍樂隊、 華北砲政軍樂隊、196師軍樂隊、197師軍樂隊、198師軍樂隊、天津公安縱隊軍樂隊、南京幹校軍樂隊部分隊員 |                                                       |
| 1953年10月1日 | 慶祝中華人民共和國成立4週年大典                      | 未知                                     | 1個單位 1000人                 | 總指揮 羅浪                                       | 總參軍樂團 | 由總參軍樂團7個大隊組成，無其他軍區、兵種軍樂隊參加。 |
| 1954年10月1日 | 慶祝中華人民共和國成立5週年大典                      | 未知                                     | 1個單位 1000人                 | 總指揮 羅浪                                       | 總參軍樂團 | 由總參軍樂團7個大隊組成，無其他軍區、兵種軍樂隊參加。 |
| 1955年10月1日 | 慶祝中華人民共和國成立6週年大典                      | 未知                                     | 6個單位 1000人                 | 總指揮 羅浪 副總指揮 馬國平、歐陽楓               | 解放軍軍樂團、海軍軍樂隊、空軍軍樂隊、警衛師軍樂隊、瀋阳空司軍樂隊、廣州空司軍樂隊 |                                                       |
| 1956年10月1日 | 慶祝中華人民共和國成立7週年大典                      | 未知                                     | 5個單位 1000人                 | 總指揮 羅浪 副總指揮 馬國平、歐陽楓               | 解放軍軍樂團、軍樂學校、海軍軍樂隊、空軍軍樂隊、公安部隊軍樂隊 |                                                       |
| 1957年10月1日 | 慶祝中華人民共和國成立8週年大典                      | 未知                                     | 6個單位 1000人                 | 總指揮 羅浪 副總指揮 馬國平、李桐樹               | 解放軍軍樂團、軍樂學校、海軍軍樂隊、空軍軍樂隊、公安部隊軍樂隊 |                                                       |
| 1958年10月1日 | 慶祝中華人民共和國成立9週年大典                      | 未知                                     | 12個單位 1000人                | 總指揮 王建中 副總指揮 馬國平、李桐樹             | 解放軍軍樂團、海軍軍樂隊、空軍軍樂隊、警衛師軍樂隊、北京軍區軍樂隊、瀋阳軍區軍樂隊、 南京軍區軍樂隊、武漢軍區軍樂隊、廣州軍區軍樂隊、濟南軍區軍樂隊、蘭州軍區軍樂隊、成都軍區軍樂隊 |                                                       |
| 1959年10月1日 | 慶祝中華人民共和國成立10週年大典                     | 未知                                     | 14個單位 1000人                | 總指揮 王建中 副總指揮 馬國平、李桐樹             | 解放軍軍樂團、海軍軍樂隊、空軍軍樂隊、瀋阳軍區軍樂隊、南京軍區軍樂隊、武漢軍區軍樂隊、廣州軍區軍樂隊、 濟南軍區軍樂隊、蘭州軍區軍樂隊、昆明軍區軍樂隊、成都軍區軍樂隊、西藏軍區軍樂隊、新疆軍區軍樂隊、內蒙古軍區軍樂隊 |                                                       |
| 1984年10月1日 | 首都各界慶祝中華人民共和國成立35週年大會             | 中國人民解放軍聯合軍樂團                 | 14個單位 1000人                | 總指揮 劉玉寶 副總指揮 程義明、羅啓興             | 解放軍軍樂團、瀋阳軍區集訓隊、空軍集訓隊、濟南軍區集訓隊、武漢軍區集訓隊、昆明軍區集訓隊、成都軍區集訓隊、 蘭州軍區集訓隊、海軍集訓隊、北京軍區集訓隊、新疆軍區集訓隊、南京軍區集訓隊、廣州軍區集訓隊、福州軍區集訓隊 |                                                       |
| 1999年10月1日 | 首都各界慶祝中華人民共和國成立50週年大會             | 中國人民解放軍聯合軍樂團                 | 25個單位 1304人 演奏陣容1104人 | 總指揮 海 副總指揮 于建芳、張健民 分指揮 張治榮     | 一大隊（10個單位，259人）： 北京軍區（38集團軍裝甲6師軍樂隊）、 成都軍區（13集團軍軍樂隊、14集團軍軍樂隊、西藏軍區軍樂隊、雲南省軍區軍樂隊等）、 濟南軍區（山東省軍區軍樂隊等）、 空軍（豐台通信器材倉庫等4個單位集訓隊） 二大隊（5個單位，256人）： 南京軍區（31集團軍軍樂隊）、 廣州軍區（42集團軍軍樂隊、41集團軍軍樂隊、海南軍區軍樂隊）、 海軍軍樂團 三大隊（1個單位，299人）： 解放軍軍樂團一隊、二隊、三隊、四隊 四大隊（4個單位，252人）： 北京武警軍樂團、 總參謀部（工兵41旅軍樂隊、中央警衛團軍樂隊）、 瀋阳軍區（遼寧省軍區外長山要塞區軍樂隊） 五大隊（5個單位，238人）： 總後勤部（直屬分部汽車第5團軍樂隊）、 總裝備部（特種工程技術安裝總隊軍樂隊）、 第二炮兵（通信總站軍樂隊）、 蘭州軍區（蘭州戰區軍樂隊、新疆軍區軍樂隊） |                                                       |
| 2009年10月1日 | 首都各界庆祝中华人民共和国成立60周年大会             | 中國人民解放軍聯合軍樂團                 | 45個單位 1500人 演奏陣容1224人 | 總指揮 海 副總指揮 張海峰、張治榮                 | 一大隊（10個單位，290人）： 北京軍區（27軍裝甲旅軍樂隊、38集團軍裝甲6師軍樂隊、65軍防化營軍樂隊）、 總參謀部（工兵41旅軍樂隊、中央警衛團軍樂隊）、 第二炮兵（技術安裝總隊軍樂隊、通信總站北京軍樂隊）、 廣州軍區（42集團軍軍樂隊、41集團軍軍樂隊、駐澳部隊基地軍樂隊） 二大隊（11個單位，283人）： 總後勤部（青藏兵站部軍樂隊、鎮江船艇學院軍樂隊）、 海軍軍樂團、 海軍（北海艦隊潛艇第1基地軍樂隊、廣州基地軍樂隊、實驗基地103總站軍樂隊、南海艦隊軍樂隊）、 成都軍區（13軍37師111團軍樂隊、13軍炮兵旅軍樂隊、14軍高炮旅軍樂隊、西藏軍區軍樂隊） 三大隊（1個單位，224人）： 解放軍軍樂團一隊、二隊、三隊、四隊 四大隊（7個單位，277人）： 瀋阳軍區（16軍高炮旅軍樂隊、黑龍江省軍區軍樂隊）、 武警軍樂團、 武警（廣東總隊軍樂隊、貴州總隊軍樂隊、天津總隊軍樂隊、浙江總隊軍樂團） 五大隊（16個單位，302人）： 濟南軍區（20集團軍軍樂隊、54集團軍162師軍樂隊、54集團軍軍樂隊、54集團軍裝甲11師軍樂隊、山東省軍區軍樂隊）、 南京軍區（31軍86師軍樂隊、31軍91師軍樂隊、31軍工兵團戰士軍樂隊、1集團軍裝甲10師軍樂隊）、 蘭州軍區（寧夏軍區軍樂隊、新疆軍區軍樂隊）、 總裝備部（20基地軍樂隊、北京安裝總隊軍樂隊）、 空軍（豐台通信器材倉庫軍樂隊、航空兵13師軍樂隊、南空通信總站軍樂隊） |                                                       |
| 2015年9月3日  | 紀念中國人民抗日戰爭暨世界反法西斯戰爭勝利70週年大會 | 中國人民解放軍聯合軍樂團                 | 55個單位 1200人                | 總指揮 張海峰、張治榮                             | 解放軍軍樂團、海軍軍樂團、武警軍樂團（300餘人） 業餘軍樂隊（871人） |                                                       |
| 2019年10月1日 | 慶祝中華人民共和國成立70週年大會                     | 中國人民解放軍聯合軍樂團                 | 10個大單位 1300人              | 總指揮 張海峰 副總指揮 袁威、王登梅               | 解放軍軍樂團、海軍軍樂團、武警軍樂團 業餘軍樂隊 |                                                       |

## 作品
下表列舉由軍樂團創作與改編的部分作品。

### 1949年前後至文革前
| - 《人民解放軍進行曲》（羅浪編曲） - 《軍歌聯奏》（羅浪編曲） - 《騎兵進行曲》（晨耕編曲） - 《新戰士進行曲》（王建中編曲） - 《團結進行曲》（王建中編曲） - 《歡慶勝利》（晨耕編曲） - 《英雄讚》（羅浪作曲） - 《分列式進行曲》（羅浪編曲） - 《步兵進行曲》（羅浪編曲） - 《勝利進行曲》（歐陽楓作曲） - 《航空員進行曲》（羅浪作曲） - 《戰車進行曲》（王建中編曲） - 《砲兵進行曲》（王建中編曲） - 《軍校之歌》（羅浪編曲） - 《軍隊進行曲（三大紀律八項注意歌）》（羅浪編曲） - 《東方紅》（羅浪編曲） - 《團結舞曲》（歐陽楓作曲） - 《鄂倫春舞曲》（王建中編曲） - 《狂歡舞曲》（王建中編曲） - 《青年圓舞曲》（歐陽楓作曲） - 《勝利進行曲》（歐陽楓作曲） - 《自由農夫圓舞曲》（歐陽楓改編） - 《哀樂》（羅浪作曲） - 《葬禮進行曲》（李桐樹作曲） | - 《民歌聯奏·陝北民歌》（王建中、羅浪編曲） - 《交響詩·反美風暴》（李桐樹作曲） - 《劉胡蘭（歐勃獨奏）》（李桐樹等作曲） - 《軍民同唱躍進歌·組曲》（王建中、程音章作曲） - 《青年戰士進行曲》（程音章作曲） - 《檢閱進行曲》（程音章作曲） - 《運動員進行曲》（程音章作曲） - 《祖國交響樂》（李延生作曲） - 《鴨綠江回想圓舞曲》（傅晶作曲） - 《千軍萬馬下鄉來》（傅晶作曲） - 《抒情詩·塞上春光（小號獨奏）》（傅晶作曲） - 《戰友進行曲（小號二重奏）》（傅晶作曲） - 《唱它個太陽不落坡（巴松獨奏）》（傅晶作曲） - 《唱個家鄉調》（齊國棟作曲） - 《我們走在大路上》（齊國棟編曲） - 《抗日戰爭交響曲》（李序作曲） - 《解放戰爭交響曲》（李序作曲） - 《快樂的戰士（長號獨奏）》（李伯樂作曲） - 《中國民歌主題組曲》（鄭路作曲） - 《山村新歌》（魏群作曲） - 《蘆笙舞曲》（劉言作曲） - 《永遠跟着毛澤東》（李明秀作曲） - 《飛吧，英雄的小嘎斯》（吳光銳編曲） - 《雷鋒組曲》（王桂桐、孟慶元、傅晶、李延生、齊國棟作曲） |

### 重建至軍改前
| - 《歡迎進行曲》（魏群作曲） - 《歡送進行曲》（鄭路作曲） - 《檢閱進行曲》（鄭路作曲） - 《團結友誼進行曲》（魏群、傅晶作曲） - 《運動員進行曲》（吳光銳、賈雙、李明秀作曲） - 《東方紅》（鄭路編曲） - 《歌唱華主席》（賈雙編曲） - 《春天的歌舞（小號獨奏）》（魏群作曲） - 《北京喜訊到邊寨》（鄭路作曲） - 《勝利在召喚》（季承、曉藕作曲） - 《火紅的青春》（吳光銳作曲） - 《摩托化部隊進行曲》（傅晶、吳光銳作曲） - 《人民軍隊永遠向太陽》（李延生作曲） - 《火箭部隊進行曲》（李延生作曲） - 《光榮的凱旋》（季承、曉藕作曲） - 《向國防現代化進軍》（程音章作曲） - 《前進在新長征的路上》（程音章作曲） - 《軍威進行曲》（魏群作曲） - 《金獎進行曲（第11屆亞運會儀式用曲）》（吳光銳、陳膺、程音章作曲） - 《頒獎號角（第11屆亞運會儀式用曲）》（吳光銳作曲） - 《邊防巡邏一路歌》（李延生作曲） - 《海濱印象》（李延生作曲） - 《國際歌》（李延生編配） - 《歌唱祖國》（賈雙、鄭路編曲） - 《友誼花盛開》（賈雙作曲） - 《我是人民小騎兵》（吳光銳、齊景全、王小平作曲） - 《中國中國鮮紅的太陽永不落》（程音章編曲） - 《軍民並肩向前進》（季承、曉藕、魏群、鄭路作曲） - 《紅軍勝利到達陝北》（邊疆、季承、鄭路作曲） - 《歡慶勝利》（季承、曉藕作曲） | - 《邊防騎兵》（季承、曉藕作曲） - 《「界碑」隨想曲》（鄭路作曲） - 《人生三部曲——汗珠 風帆 落葉》（鄭路作曲） - 《壯景小詩》（鄭路作曲） - 《祝你快樂》（鄭路作曲） - 《獻花圈進行曲》（李延生作曲） - 《將士的驕傲》（魏群作曲） - 《山丹花隨想曲（小號獨奏）》（魏群作曲） - 《秋收起義——管樂交響詩》（季承、賈雙作曲） - 《紅軍勝利會師陝北》（邊疆作曲） - 《歌唱敬愛的周總理（聲樂）》（曉藕、魏群作曲） - 《萬歲！偉大的祖國》（季承、曉藕作曲） - 《騎兵團進行曲》（季承、曉藕作曲） - 《勝利在召喚》（季承、曉藕作曲） - 《五環旗下》（季承、曉藕作曲） - 《告別軍旗（聲樂）》（季承、曉藕作曲） - 《思念》（季承、曉藕作曲） - 《讚美》（季承、曉藕作曲） - 《甦醒吧森林》（季承作曲） - 《春景三首》（季承作曲） - 《希望》（季承作曲） - 《運動場上》（季承作曲） - 《忘不了（聲樂）》（季承作曲） - 《輝煌時刻》（曉藕作曲） - 《致敬曲》（曉藕作曲） - 《雪橇上的軍歌》（曉藕作曲） - 《假日組曲》（曉藕作曲） - 《小白帆》（曉藕作曲） - 《小雪橇》（曉藕作曲） |

### 勤務

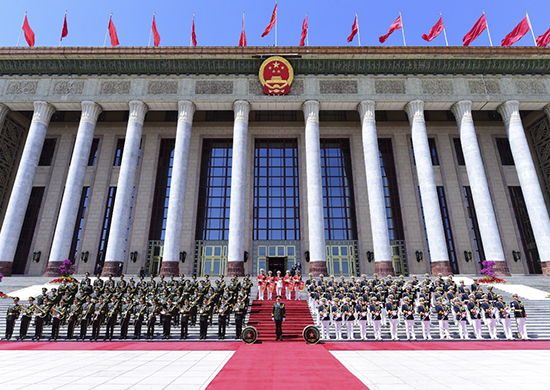
解放军军乐团在人民大会堂前进行礼宾表演。

#### 慶祝大會
- 1999年首都各界庆祝中华人民共和国成立50周年大会#演奏曲目
- 2009年首都各界庆祝中华人民共和国成立60周年大会#演奏曲目
- 2015年纪念中国人民抗日战争暨世界反法西斯战争胜利70周年大会#奏乐
- 2019年庆祝中华人民共和国成立70周年大会#演奏曲目
- 2021年庆祝中国共产党成立100周年大会#演奏曲目

#### 天安門廣場升旗儀式
- 《升旗號角》（郭思達作曲）
- 《中華人民共和國國歌》（程義明移植管樂）
- 《歌唱祖國》（王和聲編曲）

#### 烈士紀念日向人民英雄敬獻花籃儀式
- 《中華人民共和國國歌》（程義明移植管樂）
- 《中國少年先鋒隊隊歌》（鄭路編曲）
- 《儀式號角》（王和聲作曲）
- 《儀式號角》（娜拉作曲）
- 《獻花圈進行曲》（李延生作曲）

#### 國家公祭儀式
- 《中華人民共和國國歌》（程義明移植管樂）
- 《國家公祭獻曲》（郭思達改編）
- 《國家公祭獻曲》（李旭昊作曲）

#### 宴會
- 《阿拉木汗》（建芳改編）
- 《草原夜色美》（王和聲作曲）
- 《採蘑菇的小姑娘》（于建芳改編）
- 《教我如何不想她》（陳丹編曲）
- 《梔子花開》（曉藕作曲）
- 《孔雀舞曲》（王和聲作曲）
- 《弦子》（建芳編曲）
- 《花鼓》（曉藕編曲）
- 《牧歌》（曉藕編曲）
- 《好日子》（王和聲編曲）
- 《康定情歌》（曉藕編曲）
- 《半個月亮爬上來》（季承、曉藕編曲）
- 《楊柳青》（曉藕編曲）
- 《月亮》（舒永剛編曲）
- 《清江河》（季承、曉藕編曲）
- 《七子之歌》（舒永剛編曲）
- 《我們的生活充滿陽光》（曉藕、延生編曲）
- 《小河淌水》（李延生編曲）
- 《在銀色的月光下》（季承、曉藕編曲）
- 《諾德爾江邊》（季承編曲）

## 著名成员

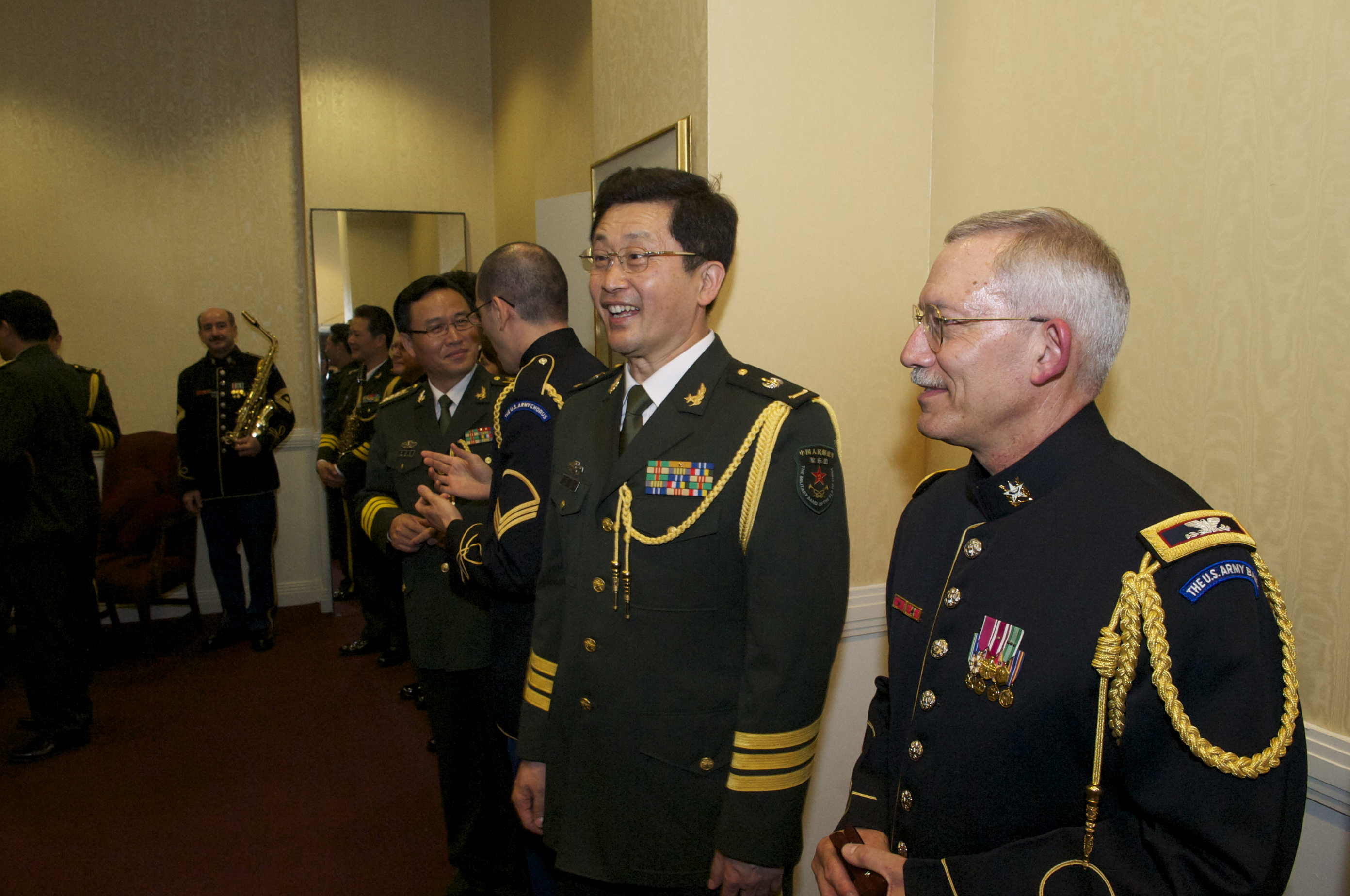
于海（正中），曾任该团第八任团长。

### 指揮家
羅浪、王建中、李禎祥（歐陽楓）、程義明、劉玉寶、趙瓊（趙瑞芳）、牟宏源、劉言、程壽昌、海、于建芳等。

### 作曲家
羅浪、王建中、李桐樹、李禎祥（歐陽楓）、傅晶、李延生、齊國棟、李序、程音章、劉言、李伯樂、邊疆、鄭進田（鄭路）、魏群（小魏）、吳光銳、賈雙、季承、嚴曉藕（曉藕）、邊疆、若平、栾仁傑、王曉岭、于建芳、王和聲、陳黔、陳丹、曲成久、舒永剛、范偉強、郭思达、娜拉、李嬋、李旭昊、杜漠等。

### 演奏家
牛占英、朱堯洲、李復、孫大方、魯濟生、汪恩來、李維殲、劉光泗、汪呈發、劉啟林、楊國安、薛連生、吳化泉、李南超、項飛、鄭進田（鄭路）、孫其軍、王啟文、程振華、逄丰成、谢进歧、王强，鄧桂生、吳光銳、鄭雄等。